# Pliohippus
Pliohippus ist eine ausgestorbene Gattung aus der Familie der Equidae, die vom Mittleren Miozän bis zum Unteren Pliozän vor 16 bis rund 5 Millionen Jahren auf dem nordamerikanischen Kontinent lebte.

## Merkmale

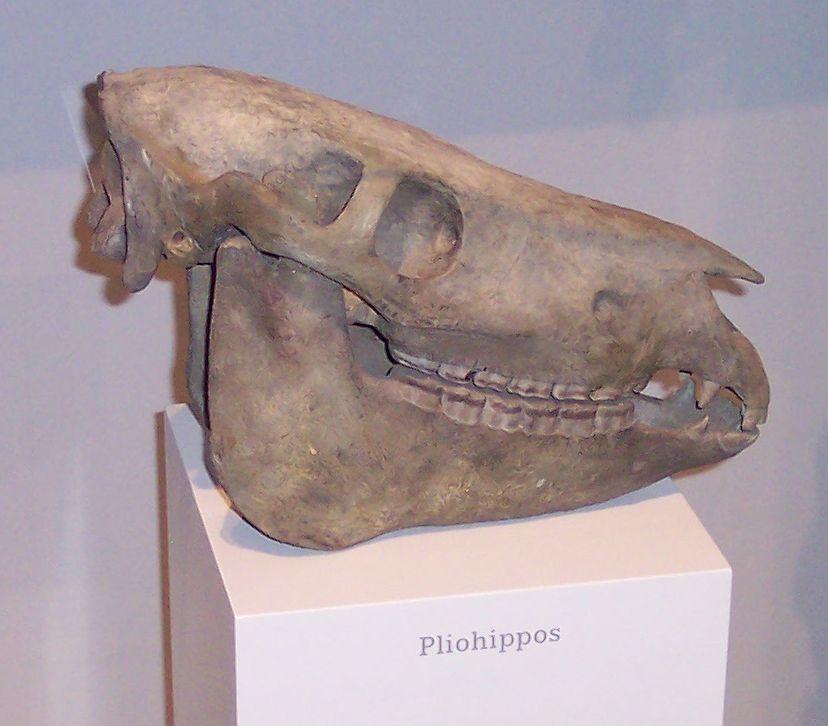
Schädel von Pliohippus

Pliohippus war ein Verwandter der heutigen Pferde der Gattung Equus und ähnelte diesen bereits recht deutlich, war aber noch etwas kleiner und erreichte wohl maximal die Ausmaße der kleinsten heute bekannten Equus-Arten, das Gewicht lag bei rund 170 kg. Eine deutliche Verbindung zu den rezenten Vertretern ist das Vorhandensein nur eines einzelnen Zehs je Gliedmaße, der zudem recht breit gestaltet war, was insgesamt als Anpassungen an das Leben in der offenen Graslandschaft und für eine schnelle Fortbewegung auf dem harten Steppenuntergrund zu deuten ist. Allerdings befanden sich seitlich noch zwei kleine reduzierte Zehen (Griffelbeine). Ein markanter Unterschied ist das Vorhandensein einer facialen Fossa (präorbitale Fossa). Eine solche Grubenbildung ist typisch für Pferde des Neogens, ging aber bei Equus wieder verloren. Sie lag kurz vor der Orbita und erreichte einen Durchmesser von rund 15 mm, wobei sie fast rundum von Knochenwülsten umgeben war. Das Gebiss bestand aus der vollständigen Bezahnung der modernen Säugetiere, im Gegensatz zu den meisten der heutigen Pferde besaß Pliohippus also noch einen funktionalen ersten Prämolaren. Vor allem das hintere Gebiss bestand aus hochkronigen (hypsdonten) Backenzähnen mit stark geschwungenen Schmelzfalten, die bestens geeignet waren, die harte Grasnahrung zu kauen. Allerdings wichen die Schmelzfaltenmuster etwas ab von denen der heutigen Pferde und waren primitiver gestaltet. Die Backenzähne erreichten Kronenhöhen von 5 bis 6,5 cm, die gesamte Kaureihe war 14 bis 18 cm lang.

## Fossilfunde
Pliohippus war während des Mittleren Miozäns bis zum Unteren Pliozän vor rund 16 bis 5 Millionen Jahren über weite Teile Nordamerikas verbreitet und ist ein sehr dominanter Pflanzenfresser gewesen. Nachgewiesen ist es von Kalifornien im Westen über die Großen Ebenen im Norden bis hin zur Küste am Golf von Mexiko im Osten sowie nach Süden in Mexiko. Bedeutende Funde stammen unter anderem aus der Mint-Canyon-Formation des Oberen Miozän, wo unter anderem ein nahezu vollständiger Schädel entdeckt wurde. Ein Teilskelett aus dem Gebiet des Niobrara River in Nebraska diente als Holotyp für die Erstbeschreibung. Teils vollständige Skelette liegen aus der Ash-Hollow-Formation vor, die ebenfalls in Nebraska verbreitet ist. Die Tiere kamen im beginnenden Obermiozän durch einen gewaltigen Vulkanausbruch zu Tode. Sehr weit südlich liegen Funde aus Oaxaca in Mexiko umfassen mehrere Backenzähne und stellen zudem das stammesgeschichtlich älteste bekannte Material dar.

## Paläobiologie
Nicht nur die hochkronigen Zähne von Pliohippus zeigen eine Spezialisierung auf harte Grasnahrung an, auch mittels Isotopenuntersuchungen konnte dies ermittelt werden. Die sehr weit im Süden von Mexiko gelegenen Funde aus Oaxaca lassen annehmen, dass die Pferdegattung nicht nur an trockene und kühle Steppenbedingungen angepasst war, sondern auch mit wärmeren Klimaten zurechtkam. In weiten Bereichen ihrer Verbreitung im heutigen südlichen Teil der USA lebte sie aber in offenen Busch- und Grasländern, wobei von einem jährlichen Niederschlag vor allem im ausgehenden Miozän von 1220 bis 1360 mm ausgegangen wird.

## Systematik
Pliohippus ist eine ausgestorbene Gattung aus der Familie der Equidae (Pferde) und wird innerhalb dieser in die modernere Unterfamilie der Equinae gestellt, die sich durch eine bessere Anpassung an Grasnahrung auszeichnet und dadurch hypsodonte Zähne entwickelte. Hier wiederum gehört es in die Tribus der Equini und die Untertribus der Pliohippina, wo es an deren Basis gestellt wird. Somit ist Pliohippus das Schwestertaxon zu allen anderen modernen Pferden. Die Pliohippina umfassen die einhufigen Pferde, ein Merkmal, das auch alle heutigen Vertreter aus der Gattung Equus besitzen. Sie stellen wiederum die Schwestergruppe der Protohippina dar, die etwas urtümlicher gestaltet sind. Die Equini ihrerseits stehen den Hipparionini gegenüber (in einigen Systematiken werden die Protohippina auch auf Tribusebene (Protohippini) innerhalb der Equinae geführt und bilden dann die Schwestergruppe zu den Hipparionini). Als nächster Verwandter zu Pliohippus gilt Astrohippus, das ursprünglich als Untergattung von Pliohippus geführt wurde.
Der Name wurde 1874 von Othniel Charles Marsh anhand eines Teilskelettes aus Nebraska zusammen mit der Typusart P. pernix eingeführt. Später im Jahr 1918 unterschied Henry Fairfield Osborn insgesamt 16 verschiedene Arten, von denen heute einige aber zu Equus, andere zu Astrohippus und Dinohippus gestellt werden. Gegenwärtig sind insgesamt 5 Arten aus der Gattung Pliohippus anerkannt:
- P. fossulanus Cope, 1893
- P. mirabilis (Leidy, 1858)
- P. nobilis Osborn, 1918
- P. pernix Marsh, 1874
- P. tantalus Merriam, 1913